# Wilfrid
Vous lisez un « bon article » labellisé en 2017.
Pour les articles homonymes, voir Wilfried.
Wilfrid ou Wilfrith, né vers 633 et mort en 709 ou 710, est un religieux anglo-saxon.
Originaire de Northumbrie, Wilfrid bénéficie dans sa jeunesse du soutien de la reine Eanflæd et étudie à Lindisfarne et à Cantorbéry avant de se rendre sur le continent pour poursuivre sa formation à Lyon et à Rome. De retour en Angleterre, il joue un rôle important dans l'adoption de la méthode romaine du calcul de la date de Pâques lors du concile de Whitby en 664. Nommé évêque d'York la même année, il ne le devient effectivement qu'en 669 et fait preuve d'une grande activité dans son diocèse en fondant plusieurs églises et monastères. L'important pouvoir qu'il détient en tant que seul évêque du Nord de l'Angleterre suscite la méfiance du roi Ecgfrith et de l'archevêque Théodore de Tarse, qui le dépose en 678. Après avoir fait appel en vain au pape, Wilfrid s'exile dans le royaume du Sussex, où il entreprend la conversion des Saxons du Sud et fonde l'évêché de Selsey.
Wilfrid retrouve brièvement son siège d'York dans la deuxième moitié des années 680, mais il en est à nouveau chassé en 691 par le successeur d'Ecgfrith, Aldfrith. Il se rend alors en Mercie et apporte son soutien à l'effort missionnaire en direction de la Frise. En 702, un concile réuni afin de régulariser la situation de Wilfrid décide la confiscation de tous ses biens. Il tente une nouvelle fois de plaider sa cause à Rome, mais ses opposants profitent de son absence pour l'excommunier. Le pape intercède en sa faveur, et après la mort d'Aldfrith, un accord est conclu entre les différentes parties, laissant à Wilfrid les monastères de Hexham et Ripon. Il meurt quelques années plus tard, en 709 ou 710.
Peu après sa mort, Étienne de Ripon rédige une hagiographie de Wilfrid, la Vita sancti Wilfrithi, qui constitue la principale source des historiens modernes à son sujet. Bède le Vénérable parle également beaucoup de lui dans ses écrits, de manière moins dithyrambique. Le portrait de Wilfrid que ces sources permettent de dessiner est contrasté : un prélat ambitieux au train de vie dispendieux qui se montre néanmoins tout dévoué à son Église, comme en témoignent ses efforts missionnaires et ses fondations. Il fait rapidement l'objet d'un culte, avec une fête le 24 avril ou le 12 octobre.

## Biographie

### Jeunes années (vers 633 – vers 658)
Wilfrid naît en Northumbrie aux alentours de l'an 633. James Fraser propose qu'il soit issu d'une famille aristocratique du Deira, une région correspondant à la moitié sud du royaume de Northumbrie, car c'est là que vivent la plupart de ses premiers contacts. Aucune source n'indique explicitement qu'il est d'origine noble, mais les serviteurs du roi sont fréquemment invités chez son père, et lorsqu'il quitte le domicile familial, vers l'âge de 14 ans, c'est avec des habits et des montures dignes de la cour royale. Son départ est la conséquence d'une dispute avec sa belle-mère, et il n'a probablement pas demandé l'accord de son père.
Wilfrid se rend à la cour du roi Oswiu, où la reine Eanflæd le prend sous sa protection. Elle l'envoie étudier auprès de Cudda, un ancien serviteur de son mari devenu moine à Lindisfarne. Cette abbaye a été fondée peu de temps auparavant par Aidan, un personnage crucial dans la christianisation de la Northumbrie. Après avoir passé plusieurs années à Lindisfarne, Wilfrid se rend à la cour du Kent en 652. Il réside à Cantorbéry, auprès de parents de la reine Eanflæd qui lui a remis une lettre d'introduction pour le roi Eorcenberht. Il semble avoir passé une année environ dans le Kent, mais la chronologie exacte n'est pas établie avec certitude. Durant cette période, un cousin de la reine, le futur roi Hlothhere, apporte son soutien à Wilfrid. Ce dernier fait également la connaissance de plusieurs figures religieuses en visite à la cour du Kent, dont le missionnaire Benoît Biscop.
À une date inconnue entre 653 et 658, Wilfrid quitte le Kent avec Benoît Biscop pour se rendre à Rome. Ils sont les premiers Anglo-Saxons connus à entreprendre ce pèlerinage. D'après Étienne de Ripon, Wilfrid et Benoît se séparent à Lyon, où Wilfrid reste auprès de l'archevêque Ennemond. Ce dernier souhaite lui faire épouser sa nièce et lui confier le gouvernement d'une province franque, mais Wilfrid refuse et poursuit sa route vers Rome. Il y apprend la méthode romaine du calcul de la date de Pâques et découvre la pratique consistant à recueillir les reliques de saints. Il rentre à Lyon après avoir été reçu en audience par le pape.
Étienne de Ripon rapporte que Wilfrid reste trois ans à Lyon, jusqu'au meurtre d'Ennemond, mais sa chronologie est erronée : Wilfrid rentre en Angleterre dès 658 environ, soit deux ans avant la mort de l'archevêque. Toujours d'après Étienne, Wilfrid est tonsuré par Ennemond, mais cela ne veut pas nécessairement dire qu'il est devenu moine à ce moment-là. Le statut exact de Wilfrid est incertain : il est vraisemblablement devenu moine durant son séjour à Rome, ou bien plus tard en Francie, mais Bède reste muet à ce sujet et certains historiens suggèrent qu'il ne l'a peut-être jamais été. Durant son séjour à Lyon, Wilfrid découvre les pratiques religieuses franques, en particulier dans les monastères fondés par Colomban qui suivent la règle de saint Benoît. L'influence franque se ressent dans la suite de la carrière de Wilfrid : il a recours à des maçons francs pour édifier ses églises et les consacre vraisemblablement lors de cérémonies calquées sur le rite franc.

### Abbé de Ripon (vers 658 – 664)

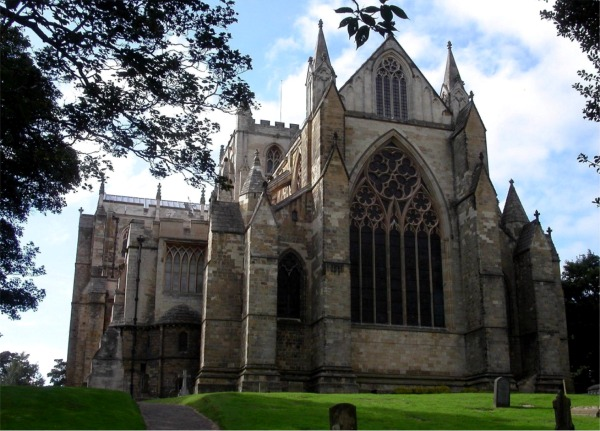
La cathédrale de Ripon occupe l'emplacement du monastère de Wilfrid.

Après son retour en Northumbrie, vers 658, Wilfrid est recommandé à Alhfrith, le fils d'Oswiu, par le roi de Wessex Cenwalh, qui le décrit comme un clerc versé dans la liturgie et les rites romains. Alhfrith règne alors sur le Deira sous l'autorité de son père, et le jeune âge de ses demi-frères fait de lui l'héritier le plus probable du trône de Northumbrie. Peu avant 664, Alhfrith confie à Wilfrid une abbaye qu'il vient de fonder à Ripon. Sa communauté est constituée de moines de l'abbaye de Melrose qui suivent les coutumes monastiques irlandaises.
Wilfrid chasse rapidement l'abbé Eata et l'obédientiaire Cuthbert, qui refusent d'adopter le rite romain. Il introduit la règle de saint Benoît à Ripon, qui devient le premier monastère anglais à la suivre, du moins d'après la Vita sancti Wilfrithi, sans que l'on sache précisément de quelle forme de cette règle il s'agit. En 663, il est ordonné prêtre par l'évêque des Saxons de l'Ouest Agilbert, un de ses protecteurs.
Durant cette période, le moine Ceolfrith quitte l'abbaye de Gilling, décimée par une épidémie de peste, pour entrer à Ripon. Bède n'aborde quasiment pas ses relations avec Wilfrid, mais c'est lui qui ordonne prêtre Ceolfrith et c'est également lui qui l'autorise à se rendre à Wearmouth-Jarrow, dont Ceolfrith devient par la suite l'abbé.

### Whitby (664)

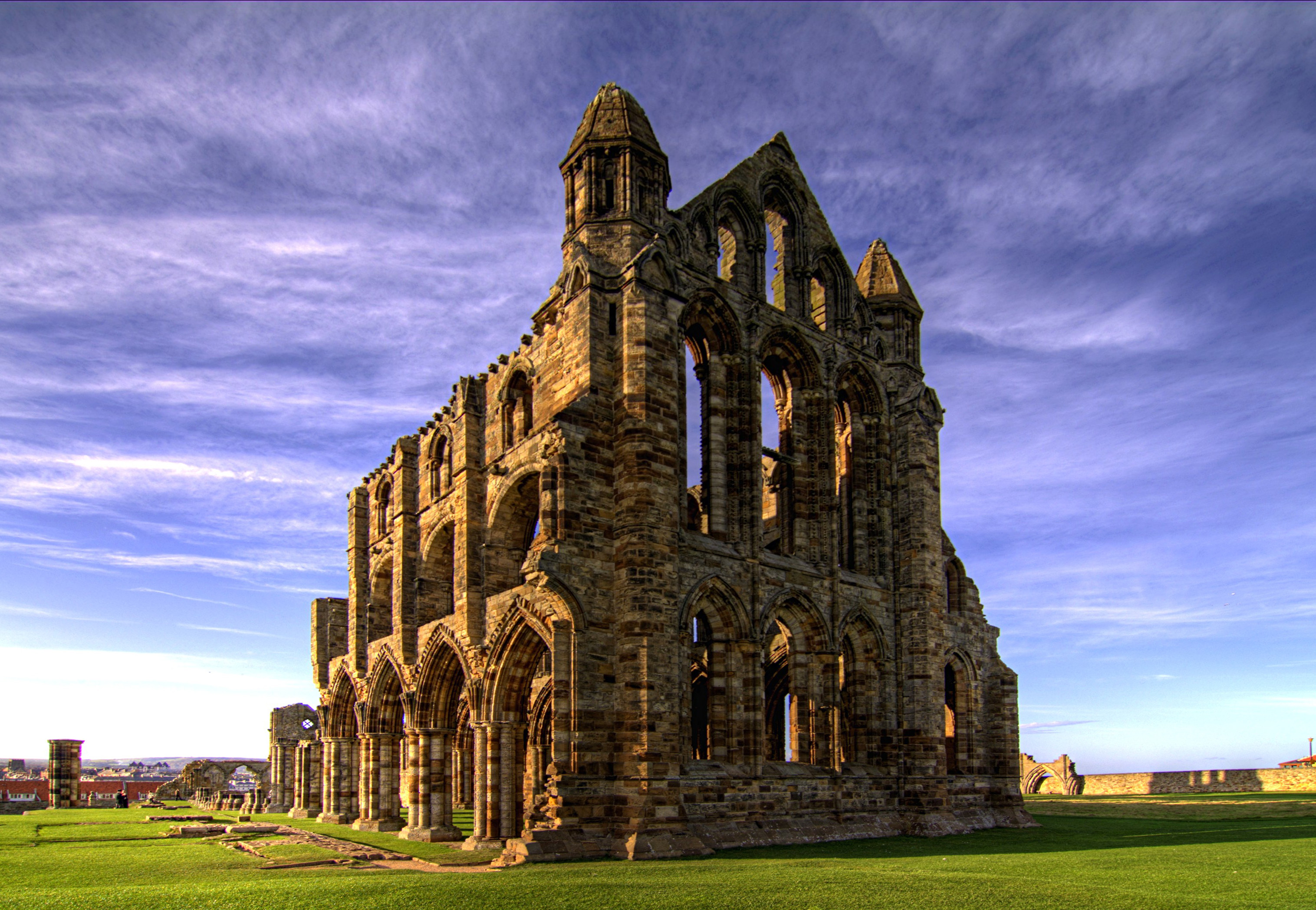
Les ruines de l'abbaye de Whitby.

En 664, le roi Oswiu organise un synode à l'abbaye de Whitby pour trancher la controverse sur le calcul de la date de Pâques. En effet, le clergé autochtone, ou « celtique », utilise une méthode différente pour déterminer le jour de la fête de Pâques du clergé arrivé avec la mission grégorienne. En Northumbrie, c'est traditionnellement la méthode celtique qui est utilisée, mais la reine Eanflæd et le prince Alhfrith suivent le calendrier romain. Par conséquent, une partie de la cour célèbre cette fête alors qu'une autre observe encore le Carême. Outre son désir de mettre un terme à cette disparité, Oswiu semble avoir eu des raisons politiques d'organiser un synode pour trancher la question, au premier rang desquels la crainte de voir l'Église northumbrienne déchirée selon des lignes de fracture qui reflètent en partie l'ancienne division du pays entre la Bernicie au nord, où le clergé favorise la date celtique, et le Deira, où c'est la date romaine qui prédomine,. Richard Abels suggère d'autres facteurs possibles : un conflit générationnel entre le roi et son fils Alhfrith, la mort de l'archevêque Deusdedit de Cantorbéry, et le déclin de l'influence politique de la Northumbrie sur les autres royaumes anglo-saxons au profit de la Mercie.
Wilfrid assiste au concile parmi le groupe des partisans de la méthode romaine, aux côtés d'Agilbert, Alhfrith et Jacques le Diacre. Dans le camp adverse se trouvent le roi Oswiu, l'abbesse Hilda de Whitby et les évêques Cedd et Colman. Wilfrid est choisi comme porte-parole par son camp et sert également d'interprète à Agilbert,. D'après le récit qu'en fait Bède, le discours de Wilfrid joue un rôle crucial dans la victoire du parti romain, en assimilant le calcul celtique de la date de Pâques à un péché,. Les membres du clergé qui refusent la décision du synode quittent la Northumbrie pour l'Irlande ou Iona, où le calendrier celtique continue à être suivi pendant plusieurs décennies,.

### Évêque des Northumbriens (664-678)
Après le concile de Whitby, le retrait des partisans du calcul celtique et l'impact du discours de Wilfrid font de lui le membre le plus en vue du clergé northumbrien. Il est élu évêque dans l'année qui suit le concile. D'après la Vita sancti Wilfrithi, il est nommé évêque par Oswiu et Alhfrith avec le statut de métropolitain et son siège se trouve à York, mais la ville ne devient métropole qu'en 735. En revanche, d'après Bède, Wilfrid est nommé par le seul Alhfrith, tandis qu'Oswiu propose ensuite un autre candidat. Plusieurs théories ont été avancées pour expliquer cette contradiction entre les deux sources.
Considérant qu'il ne se trouve aucun évêque en Grande-Bretagne qui représente la succession apostolique depuis la mort de l'archevêque Deusdedit, Wilfrid se rend à Compiègne pour être sacré par Agilbert, qui est entre-temps devenu évêque de Paris. Durant ce nouveau séjour sur le continent, Wilfrid découvre des cérémonies bien plus élaborées que celles pratiquées en Angleterre : il est notamment transporté sur un trône porté par neuf évêques au cours de son sacre. Il s'attarde en Francie pour des raisons mal élucidées. Eric John et Richard Abels proposent de situer la rébellion d'Alhfrith contre son père Oswiu durant cette période : le roi aurait empêché le retour de Wilfrid, le soupçonnant d'être en ligue avec ses adversaires,.
Durant son voyage de retour, le navire de Wilfrid s'échoue sur le littoral du Sussex, dont les habitants sont encore païens. Les naufragés sont attaqués par les autochtones, mais ils parviennent à tuer leur prêtre avant de remettre à flot leur embarcation pour reprendre la mer. Il est possible que Wilfrid ait ensuite fait escale dans le Kent pour participer aux négociations entourant la nomination de Wighard comme archevêque de Cantorbéry. De retour en Northumbrie, il découvre Chad, le frère de Cedd, installé comme évêque à sa place. Privé de son siège épiscopal, Wilfrid passe le plus clair des années 665-668 dans son monastère de Ripon, à exercer ses charges abbatiales. Il lui arrive de servir ponctuellement comme évêque en Mercie ou dans le Kent, mais jamais au nord du Humber. C'est peut-être durant cette période qu'il fonde plusieurs monastères en Mercie sur des terres cédées par le roi Wulfhere,.
En 669, le nouvel archevêque de Cantorbéry, Théodore de Tarse, débarque en Angleterre. Il ne tarde pas à se saisir de la situation northumbrienne et dépose Chad, considérant qu'il n'a pas été élu de manière réglementaire et que son sacre est invalide,. Wilfrid peut ainsi enfin occuper son siège : il est le premier évêque d'York d'origine anglo-saxonne. La mort d'Oswiu, en février 670, facilite son retour en éliminant une source potentielle de frictions. D'après Bède, le diocèse de Wilfrid correspond au royaume d'Oswiu, au nord du Humber. Il est possible qu'il ait cherché à étendre son influence sur les régions pictes, comme en témoignent l'établissement d'un diocèse à Abercorn en 681 et des donations de terres à l'ouest de la chaîne des Pennines. La Vita sancti Wilfrithi affirme que son autorité s'étendait également sur les Bretons et les Gaëls.

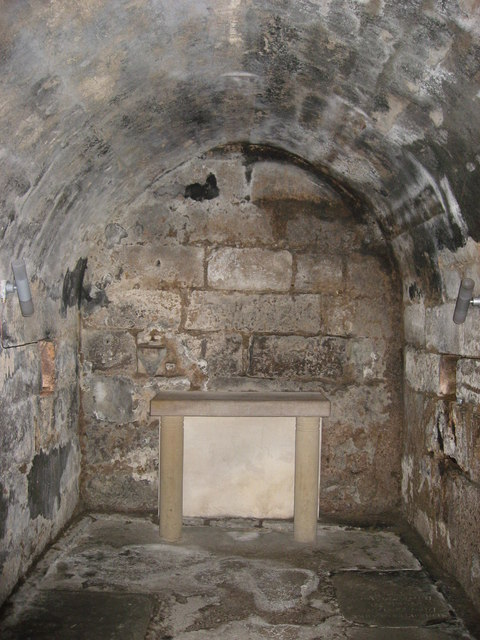
La crypte de l'abbaye de Hexham remonte à l'époque anglo-saxonne.

Durant les neuf années qui suivent son arrivée au pouvoir, Wilfrid fonde plusieurs monastères, dont celui de Hexham sur des terres offertes par la reine Æthelthryth, tout en restant à la tête de la communauté de Ripon. Les abbés d'autres monastères se placent également sous sa protection, donnant lieu à une situation similaire à celle qui prévaut en Irlande, où un seul homme peut se retrouver à la tête de plusieurs abbayes tout en exerçant une charge épiscopale. Wilfrid introduit la règle de saint Benoît dans ses monastères. Dans la mesure où l'on ignore si le monastère fondé par Augustin à Canterbury suivait cette règle, il est vraisemblable qu'elle ait été introduite en Angleterre par Wilfrid lui-même. Il est également l'un des premiers évêques anglo-saxons à tenir un inventaire écrit des dons faits à l'Église : une liste des cadeaux reçus par l'abbaye de Ripon est ainsi récitée à haute voix durant sa consécration.
Wilfrid ne néglige pas ses devoirs d'évêque : il parcourt son diocèse pour procéder à des baptêmes et à des consécrations d'églises. Le toit de la cathédrale d'York, en mauvais état, est réparé avec du plomb et des carreaux sont ajoutés aux fenêtres. Il lutte aussi contre le paganisme, en fondant par exemple une église à Melrose sur un ancien lieu de culte païen. Des écoles sont fondées sous son épiscopat, et Wilfrid participe directement à l'éducation de jeunes gens, qu'ils se destinent à des carrières laïques ou séculaires. Il œuvre en faveur de l'usage de la musique dans les cérémonies religieuses et envoie chercher un maître de musique dans le Kent pour que son clergé puisse découvrir la musique liturgique romaine, avec un double chœur fonctionnant par antiennes et réponses. Ce maître de musique, appelé Æddi (Eddius en latin) d'après Bède, a longtemps été identifié à l'Étienne ayant rédigé la Vita sancti Wilfrithi, mais le consensus actuel estime que ce texte est plutôt l'œuvre d'un collaborateur tardif de Wilfrid, et non du maître de musique qui lui était associé dès les années 670.

### Premier exil et séjour à Selsey (678-685)

L'Angleterre à l'époque de Wilfrid.

En dépit des apparences, la situation de Wilfrid à York n'est pas entièrement assurée. Il s'est fait de nombreux ennemis au sein du clergé northumbrien, au premier rang desquels l'abbesse Hilda de Whitby, dont les liens avec l'archevêque Théodore contribuent à affaiblir Wilfrid. Il s'est également aliéné le roi Ecgfrith en convainquant son épouse Æthelthryth d'entrer dans les ordres.
En 678, à la suite d'une querelle avec le roi, Wilfrid est expulsé de son diocèse et perd le contrôle de ses monastères,. Théodore profite de la situation pour diviser le grand diocèse d'York en de plus petits sièges. De nouveaux évêchés sont créés à Hexham et à Lindisfarne, ainsi que pour le Lindsey. Ce dernier est absorbé peu après par le diocèse de Lichfield, mais les sièges de Hexham et Lindisfarne perdurent. Les évêques placés à la tête de ces diocèses (Eata à Hexham et Lindisfarne, Eadhæd pour le Lindsey et Bosa à York) sont d'anciens adversaires de Wilfrid à Whitby, ou bien des élèves d'anciens partisans du calcul « celtique » de la date de Pâques.
Wilfrid refuse de reconnaître ces nouveaux évêques et part plaider sa cause auprès du pape à Rome. Durant son voyage, il s'arrête à la cour du roi frison Aldgisl, où il passe le plus clair de l'année 678. D'après Étienne de Ripon, il s'efforce de convertir au christianisme les Frisons, encore païens, tout en échappant aux complots du maire du palais de Neustrie Ébroïn, son ennemi. Wilfrid serait parvenu à obtenir le baptême de la majeure partie de la noblesse du pays, mais cette réussite est éphémère, puisque le successeur d'Aldgisl, Radbod, retourne au paganisme. Wilfrid se rend ensuite en Austrasie, à la cour de Dagobert II. Ce dernier lui offre le siège de Strasbourg, mais Wilfrid refuse et poursuit sa route. Arrivé en Italie, il obtient une place à la cour du roi lombard Perthari.
Le pape Agathon organise un synode en octobre 679 pour traiter de l'hérésie monothélite. Ce synode aborde également la question du statut de Wilfrid. Il statue en faveur du maintien des nouveaux sièges épiscopaux, mais il ordonne également le rétablissement de Wilfrid dans ses fonctions et la restitution de ses monastères, et lui laisse la possibilité de révoquer les évêques qui ne lui plaisent pas dans les nouveaux diocèses. Il est possible que Wilfrid ait obtenu gain de cause parce que le pape a besoin de son soutien et de son témoignage pour régler la controverse monothélite.
Après le concile, Wilfrid rentre en Angleterre en traversant la Francie. Étienne de Ripon rapporte qu'il aurait miraculeusement échappé à l'emprisonnement que lui réservait Ébroïn. Il se présente en 680 devant un conseil royal en Northumbrie et, bien qu'il présente au roi le décret pontifical ordonnant sa restauration, Ecgfrith le fait brièvement emprisonner avant de le chasser à nouveau du royaume,. Wilfrid séjourne brièvement chez les Angles du Milieu, puis au Wessex, avant de se réfugier auprès du roi des Saxons du Sud Æthelwalh.
Wilfrid passe les cinq années qui suivent à prêcher dans le royaume des Saxons du Sud, pour convertir ses habitants au christianisme. D'après Bède, il y serait parvenu en leur apprenant à pêcher et en mettant miraculeusement un terme à trois années de sécheresse,. Plus concrètement, il fonde l'abbaye de Selsey sur un domaine que lui offre le roi Æthelwealh et collabore avec l'évêque de Londres Earconwald pour mettre sur un pied une organisation cléricale dans le royaume : c'est l'origine du futur diocèse de Selsey. C'est également grâce à Earconwald que Wilfrid peut se réconcilier avec Théodore peu avant la mort de ce dernier, en 690. D'après la Vita sancti Wilfrithi, Théodore aurait même souhaité que Wilfrid lui succède à Cantorbéry. Il est possible que Wilfrid soit à l'origine de la fondation d'autres monastères dans le Sussex ou à Bath, mais rien ne permet de l'affirmer, sinon des formulations similaires dans les chartes à l'origine de ces établissements.

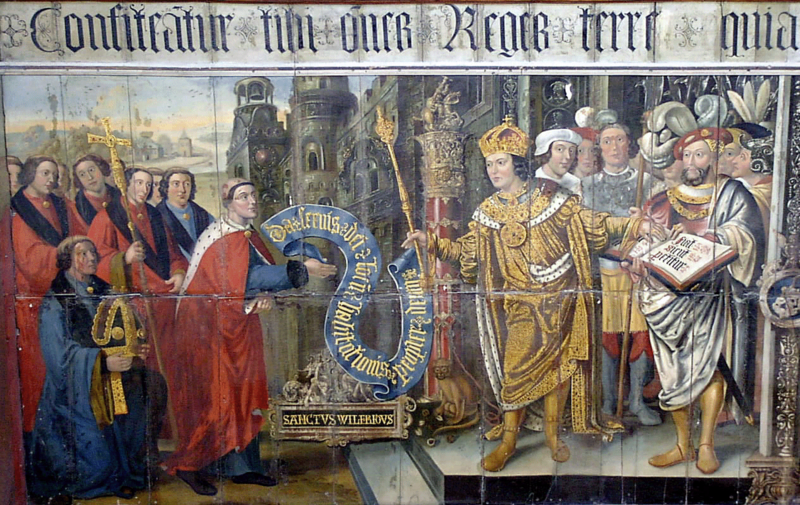
Cædwalla confirme une donation d'Æthelwalh à Wilfrid (fresque de Lambert Barnard à la cathédrale de Chichester, vers 1535-1536).

En 685, Æthelwalh trouve la mort durant l'invasion de son royaume par Cædwalla, un prince païen qui monte peu après sur le trône du Wessex. Wilfrid a déjà été en contact avec Cædwalla avant la mort d'Æthelwalh, et il est même possible qu'il lui ait servi de conseiller spirituel. Ce qui est certain, c'est que Wilfrid devient l'un des plus proches conseillers de Cædwalla après son avènement et contribue à sa conversion au christianisme. Le roi l'envoie convertir les habitants de l'île de Wight, qu'il vient de conquérir, et lui offre un quart des terres de l'île. L'influence de Wilfrid joue probablement un rôle dans la décision de Cædwalla d'abdiquer en 688 pour se faire baptiser à Rome.

### Retours en Northumbrie (685-706)
En 685, Ecgfrith est tué en affrontant les Pictes à la bataille de Nechtansmere. Théodore s'adresse à son successeur Aldfrith, ainsi qu'au roi de Mercie Æthelred et à l'abbesse Ælfflæd de Whitby, en leur suggérant un accord permettant le retour de Wilfrid. Aldfrith accepte et Wilfrid rentre en Northumbrie. Cependant, le diocèse qu'il retrouve n'est pas celui qu'il avait quitté, puisque les sièges de Hexham et Lindisfarne conservent leur indépendance vis-à-vis d'York. Wilfrid retrouve également ses monastères et semble avoir élu résidence à Ripon durant cette période. Après la mort de Cuthbert de Lindisfarne, en 687, il joue le rôle de curateur de son diocèse pendant une année.
La division du diocèse d'York continue à être source de tensions, d'autant que l'idée émerge de faire de Ripon le siège d'un nouvel évêché. Wilfrid et Aldfrith se querellent également à propos de leurs terres. En fin de compte, le premier s'exile en Mercie en 692, laissant Bosa reprendre le siège d'York. La Vita sancti Wilfrithi n'offre guère d'informations sur le séjour de Wilfrid en Mercie. Cette période de sa vie est par conséquent mal connue. Le roi Æthelred l'autorise à exercer ses fonctions épiscopales en lui conférant l'autorité sur les Angles du Milieu, une province qui forme par la suite le diocèse de Leicester. Il contribue à l'effort missionnaire en direction de la Frise, notamment en apportant son aide à Willibrord, un moine northumbrien envoyé en Frise par l'abbé de Ripon,. En 695, Wilfrid assiste à la cérémonie d'exhumation de la reine Æthelthryth, morte en 679 à l'abbaye d'Ely après être entrée dans les ordres sur son conseil. Il atteste de son caractère et de sa virginité, ce dont Bède a gardé trace. Le corps de la défunte est dans un état de conservation parfait, ce qui lui vaut d'être considérée comme une sainte.
Vers 700, Wilfrid en appelle de nouveau au pape pour annuler son expulsion de York, mais Serge Ier laisse la décision à un concile en Angleterre. En 702 ou 703, le concile d'Austerfield, organisé par le roi Aldfrith et présidé par le nouvel archevêque de Canterbury Berhtwald, confirme cette expulsion et dépouille Wilfrid de tous ses monastères, à l'exception de celui de Ripon. Wilfrid décide de se rendre à Rome une nouvelle fois pour plaider sa cause en personne, sur quoi ses adversaires l'excommunient avec ses partisans. Sur le chemin, Wilfrid rend visite à Willibrord en Frise. À Rome, le concile réuni par Serge Ier décrète que le roi de Northumbrie doit respecter les décrets pontificaux qui avaient rétabli Wilfrid. Il ordonne également l'organisation d'un autre concile en Angleterre, auquel doivent assister Bosa, Berhtwald et Wilfrid. Celui-ci est surpris et agacé de voir la curie romaine débattre de son cas en grec, une langue qu'il ne comprend pas. Sur le chemin du retour, Wilfrid est victime d'une attaque à Meaux qui semble l'avoir laissé affaibli.
Aldfrith meurt en 704 ou 705, peu après le retour de Wilfrid en Angleterre. Son successeur, Eadwulf, était l'ami de Wilfrid, mais il lui interdit de rentrer en Northumbrie. Cependant, son règne est de courte durée, puisqu'il est chassé du pouvoir au bout de quelques mois à peine pour laisser place à Osred, le fils d'Aldfrith. Wilfrid joue un rôle de conseiller spirituel auprès du nouveau roi, et il semble avoir été l'un de ses principaux partisans avec l'abbesse Ælfflæd de Whitby et le noble Beornhæth. C'est ainsi que Wilfrid est rétabli à Ripon et à Hexham en 706, dès que l'assise d'Osred sur le trône est suffisamment ferme. En revanche, à la mort de Bosa, Wilfrid ne remet pas en question la nomination de Jean de Beverley à York. Jean quitte ainsi l'évêché de Hexham, que Wilfrid occupe dès lors.

### Mort (709 ou 710)
Wilfrid passe les dernières années de sa vie dans son abbaye de Ripon. Il trouve la mort lors d'un séjour à Oundle, à l'âge de soixante-quinze ans, vraisemblablement le 24 avril 710,. Il avait organisé sa succession un an plus tôt, à la suite d'une deuxième attaque, léguant notamment d'importantes sommes d'argent à ses différents monastères, leur permettant d'acheter la faveur royale. La date de sa mort est incertaine : les sources donnent 709 et 710, et son culte est associé à deux jours différents, le 24 avril et le 12 octobre. Cependant, Étienne de Ripon indique explicitement qu'il est mort un jeudi, et seul le 24 avril 710 en était un. Wilfrid est inhumé près de l'autel de l'église de Ripon, et Bède cite son épitaphe.
Le successeur de Wilfrid à Hexham est Acca, un de ses protégés qui l'avait accompagné à Rome en 703,. Le premier anniversaire de sa mort est célébré à l'abbaye de Ripon par une messe à laquelle assiste tous les abbés des monastères qu'il a fondés. Un miracle se serait produit à cette occasion : l'apparition d'une arche blanche dans le ciel, partant des pignons de l'église où il est inhumé.

## Culte et postérité

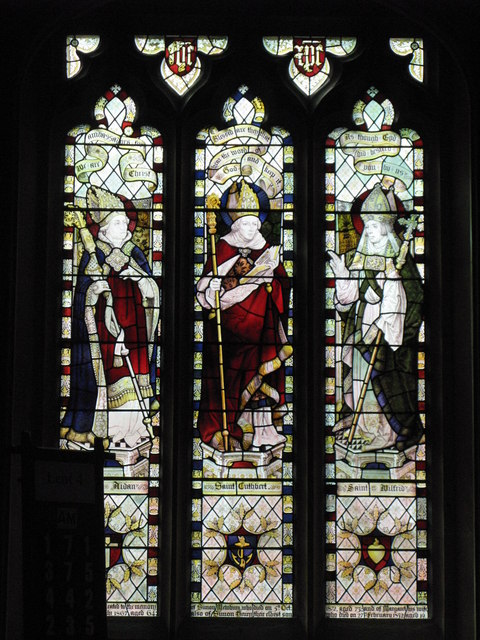
Les saints Aidan, Cuthbert et Wilfrid (vitrail de l'église de St John Lee, près d'Acomb, dans le Northumberland).

Wilfrid est considéré comme un saint par l'Église catholique, l'Église orthodoxe et l'Église d'Angleterre. Il est fêté le 12 octobre ou le 24 avril. C'est cette dernière date qui est attestée en premier dans les calendriers liturgiques médiévaux, mais les deux dates étaient célébrées au Moyen Âge ; celle d'octobre a probablement été ajoutée aux calendriers afin d'éviter que la fête tombe le jour de Pâques. Il est généralement représenté comme un évêque vêtu de robes et muni d'une crosse, ou bien en train de prêcher ou de célébrer un baptême.
Wilfrid fait l'objet d'un culte dès sa mort : ses restes sont vénérés, et on rapporte des miracles survenus à l'endroit où l'eau utilisée pour laver son corps a été jetée. Son culte est célébré à Ripon jusqu'à la destruction de l'église locale par le roi Eadred, en 948. Les reliques de Wilfrid sont alors emportées par l'archevêque Oda le Sévère et conservées à la cathédrale de Canterbury,. C'est du moins ce qu'affirme Oda dans sa préface pour le poème de Frithegod retraçant la vie de Wilfrid. En revanche, la Vita sancti Oswaldi de Byrhtferth indique que l'archevêque d'York Oswald aurait laissé les reliques à Ripon et y aurait reconstitué une communauté monastique pour veiller sur elles. Cette contradiction pourrait s'expliquer si Oswald n'avait rassemblé que des reliques de deuxième ordre, qui auraient été négligées par Oda. Le premier à proposer cette explication semble avoir été Eadmer, au XIIe siècle. À Cantorbéry, les reliques de Wilfrid sont conservées dans le grand autel de la cathédrale jusqu'à l'incendie de 1067. Elles reçoivent ensuite un emplacement dédié. La conquête normande de l'Angleterre ne met pas un terme au culte de Wilfrid. Quarante-huit églises lui sont dédiées à travers le pays, et ses reliques sont partagées entre onze sites.

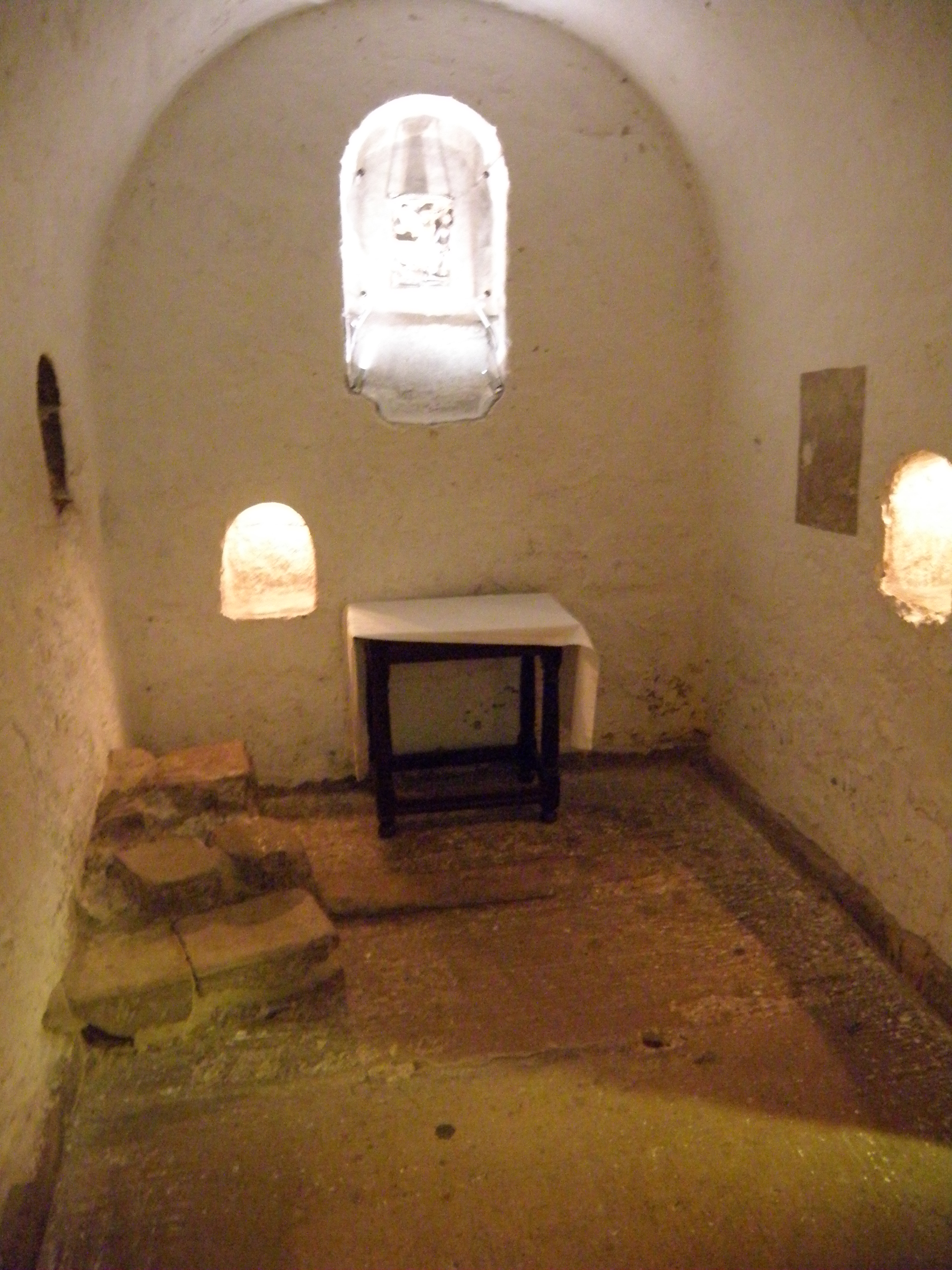
La crypte de la cathédrale de Ripon, avec « l'aiguille de saint Wilfrid » sur la gauche.

Peu après la mort de Wilfrid, un moine de Ripon nommé Étienne rédige son hagiographie. La Vita sancti Wilfrithi paraît dans une première version vers 715, puis dans une version révisée dans les années 730. Commandée par l'évêque Acca de Hexham et l'abbé Tatbert de Ripon, la Vita a pour objectif de glorifier Wilfrid pour que sa sainteté soit reconnue. Malgré ce biais, elle constitue une source précieuse pour la connaissance de la vie de Wilfrid et l'histoire politique et religieuse de son époque,. Dans son Histoire ecclésiastique du peuple anglais, achevée en 731, Bède le Vénérable offre un portrait plus nuancé de l'évêque et témoigne d'une certaine gêne vis-à-vis de ses actions.
Les historiens s'accordent à considérer Wilfrid comme l'une des figures majeures de l'histoire ecclésiastique de l'Angleterre. James Campbell souligne que son statut d'homme d'Église ne l'empêche pas de se comporter comme un membre de la noblesse séculaire. Pour Peter Hunter Blair, « il aurait peut-être été plus à sa place au sein de l'épiscopat gallo-romain, où sa richesse, qui lui attira des ennemis en Angleterre, serait passée inaperçue, et où ses interventions dans les affaires d'État auraient moins risqué de le conduire en prison ». De fait, Wilfrid « est entré en conflit avec presque tous les meneurs religieux et laïcs de son époque », et Barbara Yorke le décrit comme un personnage « aussi attirant qu'insupportable ».
Le nom de Wilfrid est associé à « l'aiguille de saint Wilfrid » (St Wilfrid's needle), un passage étroit situé dans la crypte de la cathédrale de Ripon. Une légende populaire veut qu'il ait servi au Moyen Âge à mettre à l'épreuve la virginité des femmes, seule une vierge étant capable de s'y faufiler. Il existe un dicton associé au jour de sa fête : « Saint-Wilfrid ensoleillé, deux jours plus tard emmitouflé ».